# Giuseppe Curcio
Giuseppe (Maria) Curcio, auch Curci (* 17. Juli 1752 in Neapel; † 9. August 1832 in Rom) war ein italienischer Komponist.

## Leben
Curcio war möglicherweise Schüler am Conservatorio della Pietà dei Turchini in Neapel, welches laut Robert Eitner eine Handschrift einer seiner Kantaten besitzt. Er komponierte Opern für Neapel, Florenz, Rom und andere Städte. Ab 1797 weisen Libretti darauf hin, dass er Mitglied der Accademia degli Armonici in Florenz war. 
Am 11. Januar 1800 wurde Curcio als Nachfolger von Giuseppe Giordani zum Maestro di Cappella und Organisten der Kathedrale von Fermo gewählt. 1823 trat er in den Ruhestand und zog nach Rom, wo er später starb. 

## Werke (Auswahl)

### Opern

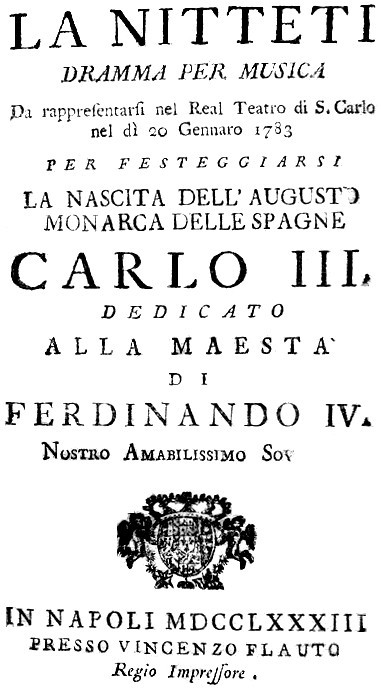
La Nitteti, Titelblatt des Librettos, Neapel 1783

- I matrimoni per inganno (1779, Neapel)
- Il millantatore (1780, Neapel)
- La scaltra in amore (1780, Neapel)
- I matrimoni per sorpresa (1781, Rom)
- Solimano (1782, Turin)
- La Nitteti (1783, Neapel)
- Le convulsioni (1787, Neapel)
- Amore e Psiche (1791, Neapel)
- Il trionfo di Scipione in Cartagine (1795, Florenz)
- Emira e Zopiro (1795, Florenz)
- La presa di Granata (1795, Livorno; 1796, Florenz)
- Giulio Cesare in Egitto (1796, Rom)
- Le nozze a dispetto (1797, Neapel)
- Zulema (Gonzalvo di Cordova) (1797, Neapel)
- I supposti deliri di donna Laura (1798, Rom)
- La disfatta dei Macedoni (1798, Rom)
- Argea, ovvero Sicione liberata (1799, Florenz)
- Ifigenia in Aulide (1799, Florenz)
- Il fanatico per l’astronomia (L’astronomo burlato) (1799, Rom)
- Roma liberata (1800, Rom)
- Chi la fa la paga (1804, Rom)
- Amazilda (1808, Rom)

### Geistliche Werke
- 10 Messen
- Domine Deus in do maggiore per soprano e orchestra
- 6 Credos
- 4 Gradualien
- 2 Sequenzen
- 27 Offertorien
- 10 Antifonen
- 20 Psalmen
- 4 Magnificats